# Sukič
Sukič je priimek v Sloveniji, ki ga je po podatkih Statističnega urada Republike Slovenije na dan 1. januarja 2025 uporabljalo 399 oseb in je med vsemi priimki po pogostosti uporabe uvrščen na 871. mesto. V Pomurski statistični regiji je na 36. mestu. Najbolj pogost je na Goričkem, tudi se pojavi v Slovenskem Porabju na Madžarskem.

## Znani nosilci priimka
- Marijana Sukič, novinarka
- Nataša Sukič (*1962), političarka, aktivistka